# Casa de William Winston
La Casa de William Winston es una residencia histórica ubicada en Tuscumbia, Alabama, Estados Unidos.

## Historia
La construcción fue iniciada a principios del siglo XIX por el comerciante Clark T. Barton y finalizada en 1824 por el plantador William Winston. El hijo de Winston, John A. Winston, fue gobernador de Alabama desde 1854 hasta 1857; La hija de Winston se casó con otro gobernador, Robert B. Lindsay. La casa permaneció en la familia hasta 1948, cuando se vendió a la ciudad, que construyó un nuevo campus para la escuela secundaria Deshler alrededor de la casa.
La casa fue incluida en el Registro Nacional de Lugares Históricos en 1982.

## Descripción
La casa de ladrillo de dos pisos tiene un techo a cuatro aguas con dos chimeneas a cada lado. El ladrillo en todos los lados se coloca en enlace flamenco. La fachada de cinco bahías presenta un pórtico de una sola altura flanqueado por 2 ventanas nueve sobre nueve no originales en cada piso. El pórtico está sostenido por cuatro columnas toscanas y cubre una puerta de entrada que está rodeada por un travesaño y luces laterales. La cubierta de arriba tiene una balaustrada corta, y la puerta francesa original ha sido reemplazada por una ventana con luces laterales. El interior está distribuido en un plano de pasillo central con dos habitaciones a cada lado. Una escalera de caracol va desde el primer piso hasta el ático.